# Павловичи (остановочный пункт, Юго-Западная железная дорога)
Павловичи — закрытый остановочный железнодорожный пункт Юго-Западной железной дороги на линии Чернигов—Семиходы—Овруч, расположенный северо-западнее упразднённого села Новый Мир. Название связано с прежним названием села Новый Мир — Павловичи.

## История
Остановочный пункт был открыт в 1930 году в составе ж/д линии Чернигов—Овруч, хотя по другим данным в 1909 году в составе ж/д линии Чернигов—Семиходы—Овруч. По состоянию местности на 1986 год: на топографической карте лист М-35-024 остановочный пункт обозначен. Закрыт после Аварии на ЧАЭС 1986 года.

## Общие сведения
Станция была представлена одной боковой платформой. Имеет 1 путь.

## Пассажирское сообщение
Станция закрыта.